# Piper distigmatum
Piper distigmatum är en pepparväxtart som beskrevs av Truman George Yuncker. Piper distigmatum ingår i släktet Piper och familjen pepparväxter. Inga underarter finns listade i Catalogue of Life.